# Hister mediterraneus
Hister mediterraneus är en skalbaggsart som beskrevs av Lundgren in Johnson et al. 1991. Hister mediterraneus ingår i släktet Hister och familjen stumpbaggar. Inga underarter finns listade i Catalogue of Life.